# Saison 7 de The Middle
Chronologie
Saison 6 Saison 8
Cet article présente la liste des épisodes de la septième saison de la série télévisée américaine The Middle.

## Généralités
- Aux États-Unis, cette septième saison a été diffusée du 23 septembre 2015 au 18 mai 2016 sur le réseau ABC[1].
- Au Canada en septembre et octobre, elle est diffusée le vendredi suivant à 20 h 30, et ensuite le lundi suivant à 20 h 30 sur Citytv[2].

## Distribution

### Acteurs principaux
- Patricia Heaton (VF : Véronique Augereau) : Frances « Frankie » Heck, la mère de la famille
- Neil Flynn (VF : Patrick Béthune) : Mike Heck, le mari de Frankie, et donc le père de la famille.
- Charlie McDermott (VF : Olivier Martret) : Axl Heck, le fils rebelle de la famille
- Eden Sher (VF : Olivia Luccioni) : Sue Heck, la fille un peu étrange de la famille
- Atticus Shaffer (VF : Tom Trouffier) : Brick Heck, le plus jeune fils et le plus étrange de la famille

### Acteurs récurrents
- Alphonso McAuley (VF : Gauthier Battoue) : Hutch
- Tommy Bechtold : Kenny
- Casey Burke (VF : Clara Quilichini) : Cindy
- Jen Ray (VF : Anne Mathot) : Nancy Donahue
- Pat Finn (en) (VF : Bertrand Dingé) : Bill Norwood
- Julie Brown (VF : Régine Teyssot) : Paula Norwood
- Lyndon Smith (en) (VF : Ingrid Donnadieu) : Holly Haypek
- Beau Wirick (en) (VF : Nicolas Koretzky) : Sean Donahue
- Brock Ciarlelli (VF : Adrien Jolivet) : Brad Bottig
- Gia Mantegna (VF : Laëtitia Coryn) : Devin Levin
- Paul Hipp (VF : Thomas Roditi) : Révérend Timothy "Tim-Tom" Thomas
- Jack McBrayer (VF : Hervé Rey) : Dr. Ted Goodwin
- Jovan Armand (VF : Martin Faliu) : Troy
- Daniela Bobadilla (VF : Lisa Caruso) : Lexie
- Will Green (VF : Boris Rehlinger) : Jeremy
- Keaton Savage (VF : Donald Reignoux) : Tyler

### Invités
- Brooke Shields (VF : Déborah Perret) : Rita Glossner
- Norm Macdonald (VF : Philippe Peythieu) : Rusty Heck
- David Hull (VF : Emmanuel Garijo)  : Logan
- Marsha Mason (VF : Évelyn Séléna) : Pat Spence
- Faith Ford : Sheila
- John Cullum (VF : Michel Ruhl) : "Big Mike" Heck, père de Mike
- Cheryl Hines : Dr. Sommer Samuelson
- Alan Ruck : Jack Kershaw
- Brian Stepanek (VF : Jérôme Keen) : Merv, père de Cindy
- Lauren Drasler : LuEllen, mère de Cindy
- Emily Rutherfurd (en) (VF : Caroline Santini) : Dierdre Peterson

## Épisodes

### Épisode 1:Entrée en fac
- États-Unis : 23 septembre 2015 sur ABC[1]
- Canada : 25 septembre 2015 sur Citytv
- France : 7 janvier 2017 sur Comédie+

- États-Unis : 8,21 millions de téléspectateurs[3] (première diffusion)

- Casey Burke (Cindy)
- Paul Bates (Le dépanneur)

### Épisode 2:Couper le cordon
- États-Unis : 30 septembre 2015 sur ABC
- Canada : 2 octobre 2015 sur Citytv
- France : 7 janvier 2017 sur Comédie+

- États-Unis : 7,91 millions de téléspectateurs[4] (première diffusion)

- Lyndon Smith (Holly Haypek)
- Alphonso McAuley (Hutch)
- Stephanie Merlo (Lindsey)
- Kimmy Shields (wandering girl)
- Tommy Bechtold (Kenny)
- Jerry Kernion (coach)
- Lauri Hendler (teacher)
- Jovan Armand (Troy)
- Nick Alvarez (head bully)
- Brice Fisher (underling bully)
- Danielle Macdonald (RA #2)

### Épisode 3:La Chemise
- États-Unis : 7 octobre 2015 sur ABC
- Canada : 26 octobre 2015 sur Citytv[5]
- France : 7 janvier 2017 sur Comédie+

- États-Unis : 7,3 millions de téléspectateurs[6] (première diffusion)

- Gia Mantegna (Devin)
- Jen Ray (Nancy Donahue)
- Pat Finn (Bill Norwood)
- Julie Brown (Paula Norwood)
- Robert Mitchell (waiter)
- Paul Culos (Randy Poteat)
- Sarah Yarkin (girl)
- Steve Fisher (guy)

### Épisode 4:L'Idée du siècle
- États-Unis : 14 octobre 2015 sur ABC
- Canada : 16 octobre 2015 sur Citytv
- France : 7 janvier 2017 sur Comédie+

- États-Unis : 7,12 millions de téléspectateurs[7] (première diffusion)

- Brock Ciarlelli (Brad Bottig)
- Norm MacDonald (Rusty Heck)
- Lyndon Smith (Holly Haypek)
- Michael Dempsey (Stan)

### Épisode 5:En terre inconnue
- États-Unis : 21 octobre 2015 sur ABC
- Canada : 23 octobre 2015 sur Citytv
- France : 14 janvier 2017 sur Comédie+

- États-Unis : 7,08 millions de téléspectateurs[8] (première diffusion)

- Alphonso McAuley (Hutch)
- David Hull (Logan)
- Paul Hipp (Reverend TimTom)
- Tommy Bechtold (Kenny)
- Mark L. Taylor (Mr. Callen)
- Hawk D'Onofrio (Logan's friend)

### Épisode 6:Halloween VI: bientôt la mort
- Canada : 26 octobre 2015 sur Citytv[5]
- États-Unis : 28 octobre 2015 sur ABC
- France : 14 janvier 2017 sur Comédie+

- États-Unis : 7,43 millions de téléspectateurs[9] (première diffusion)

- Brooke Shields (Rita Glossner)
- Gibson Bobby Sjobeck (diaper Glossner)
- Casey Burke (Cindy)
- Alphonso McAuley (Hutch)
- Tommy Bechtold (Kenny)
- Pedro Correa (skateboard kid)
- Austin Mincks (guy)
- Ellen Geer (Cynthia)
- Carole Gutierrez (confused lady)

### Épisode 7:La Fête du retour au bercail
- États-Unis : 11 novembre 2015 sur ABC
- Canada : 16 novembre 2015 sur Citytv
- France : 14 janvier 2017 sur Comédie+

- États-Unis : 7,62 millions de téléspectateurs [10] (première diffusion)

### Épisode 8:Thanksgiving VII
- États-Unis : 18 novembre 2015 sur ABC
- Canada : 23 novembre 2015 sur Citytv
- France : 14 janvier 2017 sur Comédie+

- États-Unis : 7,93 millions de téléspectateurs[11] (première diffusion)

### Épisode 9:Le Séminaire
- États-Unis : 2 décembre 2015 sur ABC
- Canada : 7 décembre 2015 sur Citytv
- France : 21 janvier 2017 sur Comédie+

- États-Unis : 7,64 millions de téléspectateurs[12] (première diffusion)

### Épisode 10:Joyeux no-heck!
- États-Unis : 9 décembre 2015 sur ABC
- Canada : 14 décembre 2015 sur Citytv
- France : 21 janvier 2017 sur Comédie+

- États-Unis : 8,06 millions de téléspectateurs[13] (première diffusion)

### Épisode 11:Les Sororités
- États-Unis : 6 janvier 2016 sur ABC
- France : 21 janvier 2017 sur Comédie+

- États-Unis : 7,84 millions de téléspectateurs[14] (première diffusion)

### Épisode 12:Telle mère, tel fils
- États-Unis : 13 janvier 2016 sur ABC
- Canada : 18 janvier 2016 sur Citytv
- France : 21 janvier 2017 sur Comédie+

- États-Unis : 7,46 millions de téléspectateurs[15] (première diffusion)

### Épisode 13:Fête d'anniversaire à distance
- États-Unis : 20 janvier 2016 sur ABC
- Canada : 25 janvier 2016 sur Citytv
- France : 28 janvier 2017 sur Comédie+

- États-Unis : 7,24 millions de téléspectateurs[16] (première diffusion)

### Épisode 14:Film, amis & fourrés à la pomme
- Canada : 8 février 2016 sur ABC / Citytv
- États-Unis : 10 février 2016 sur ABC
- France : 28 janvier 2017 sur Comédie+

- États-Unis : 6,85 millions de téléspectateurs[17] (première diffusion)

### Épisode 15:Les Heck au cinéma
- Canada : 16 février 2016 sur ABC / Citytv
- États-Unis : 17 février 2016 sur ABC / Citytv
- France : 28 janvier 2017 sur Comédie+

- États-Unis : 7,29 millions de téléspectateurs[18] (première diffusion)

### Épisode 16:Chasse à l'homme
- États-Unis /  Canada : 24 février 2016 sur ABC / Citytv
- France : 28 janvier 2017 sur Comédie+

- États-Unis : 7,3 millions de téléspectateurs[19] (première diffusion)

### Épisode 17:Les Dents de sagesse
- États-Unis /  Canada : 16 mars 2016 sur ABC / Citytv
- France : 4 février 2017 sur Comédie+

- États-Unis : 7,15 millions de téléspectateurs[20] (première diffusion)

### Épisode 18:Des vacances à la Donahue
- États-Unis /  Canada : 23 mars 2016 sur ABC / Citytv
- France : 4 février 2017 sur Comédie+

- États-Unis : 7,24 millions de téléspectateurs[21] (première diffusion)

### Épisode 19:La Honte
- États-Unis /  Canada : 6 avril 2016 sur ABC / Citytv
- France : 4 février 2017 sur Comédie+

- États-Unis : 7,04 millions de téléspectateurs[22] (première diffusion)

### Épisode 20:Le Papier millimétré
- États-Unis /  Canada : 13 avril 2016 sur ABC / Citytv
- France : 4 février 2017 sur Comédie+

- États-Unis : 6,98 millions de téléspectateurs[23] (première diffusion)

### Épisode 21:Le Lanaï
- États-Unis /  Canada : 27 avril 2016 sur ABC / Citytv
- France : 11 février 2017 sur Comédie+

- États-Unis : 6,72 millions de téléspectateurs[24] (première diffusion)

### Épisode 22:L'Anti-fête des mères
- États-Unis /  Canada : 4 mai 2016 sur ABC / Citytv
- France : 11 février 2017 sur Comédie+

- États-Unis : 7,02 millions de téléspectateurs[25] (première diffusion)

### Épisode 23:La Géolocalisation
- États-Unis /  Canada : 11 mai 2016 sur ABC / Citytv
- France : 11 février 2017 sur Comédie+

- États-Unis : 6,73 millions de téléspectateurs[26] (première diffusion)

### Épisode 24:The Show Must Go On
- États-Unis /  Canada : 18 mai 2016 sur ABC[27] / Citytv
- France : 11 février 2017 sur Comédie+

- États-Unis : 6,73 millions de téléspectateurs[28] (première diffusion)